# De eleusinske mysterier
De eleusinske mysterier [elœu-] (kommer af det græske bynavn Eleusis) var en berømt mysteriereligion i det antikke Grækenland. Centret for de kultiske handlinger var den lille by Eleusis ved Athen.

## Kulten
Selve kulthandlingerne i Eleusis var hemmelige, og vi ved derfor ikke i dag med sikkerhed hvad de indebar. Ordet mysterium kommer af ordet my der på græsk betyder at lukke. Mysterion er således forbundet med det lukkede, det hemmelige. Men vi ved godt, hvem der blev dyrket i Eleusis.

### Demeterhymnen
Et af vidnesbyrdene om det findes i Demeterhymnen, der beretter om, hvordan gudinden Demeter søgte efter sin røvede datter Kore, og hvordan hun i sorg over ikke at kunne finde hende slog sig ned i Eleusis forklædt som en gammel terne. Kore er, med Zeus' billigelse, blevet taget af Hades, dødsguden. Men da Demeter, gudinden for agerbrug, ikke længere passer sine pligter, opstår der hungersnød. Zeus griber nu ind og sørger for at forene mor og datter. Op fra underverdenen stiger Kore, men nu også med navnet Persefone, dødsgudinde. En ordning kommer i stand, og Kore tilbringer en tredjedel af året hos Hades i underverdenen og resten på jorden. Demeter forlanger, at kongen i Eleusis skal bygge et tempel for hende og hendes datter.

## De eleusinske mysterier i historien
Oprindelsen til de eleusinske mysterier er måske i det 9. eller 8. århundrede f.Kr.. Der er udgravet templer fra den tid.